# Konventionen angående tillämpning av principerna för organisationsrätten och den kollektiva förhandlingsrätten
Konventionen angående tillämpning av principerna för organisationsrätten och den kollektiva förhandlingsrätten (ILO:s konvention nr 98 angående tillämpning av principerna för organisationsrätten och den kollektiva förhandlingsrätten, Right to Organise and Collective Bargaining Convention) är en konvention som antogs i Genève i Schweiz av Internationella arbetsorganisationen (ILO) den 1 juli 1949. Konventionen skyddar rätten att genom kollektiva förhandlingar teckna kollektivavtal frivilligt för arbetsgivar- och arbetstagarorganisationer. Den är en av ILO:s åtta kärnkonventioner.
I juli 2014 hade 164 av ILO:s 183 medlemsstater ratificerat konventionen.